# Mihaela Stănuleț
Mihaela Stănuleț (ur. 16 lipca 1967 w Sybinie) – rumuńska gimnastyczka sportowa. Mistrzyni olimpijska z Los Angeles (1984), wicemistrzyni świata (1983) i brązowa medalistka Europy (1983) w wieloboju drużynowym.
Po zakończeniu kariery sportowej w 1987 roku została trenerką gimnastyki i podjęła pracę w swoim pierwszym klubie sportowym w rodzinnej miejscowości. W 2020 roku otrzymała tytuł honorowego mieszkańca Sybin.

## Osiągnięcia

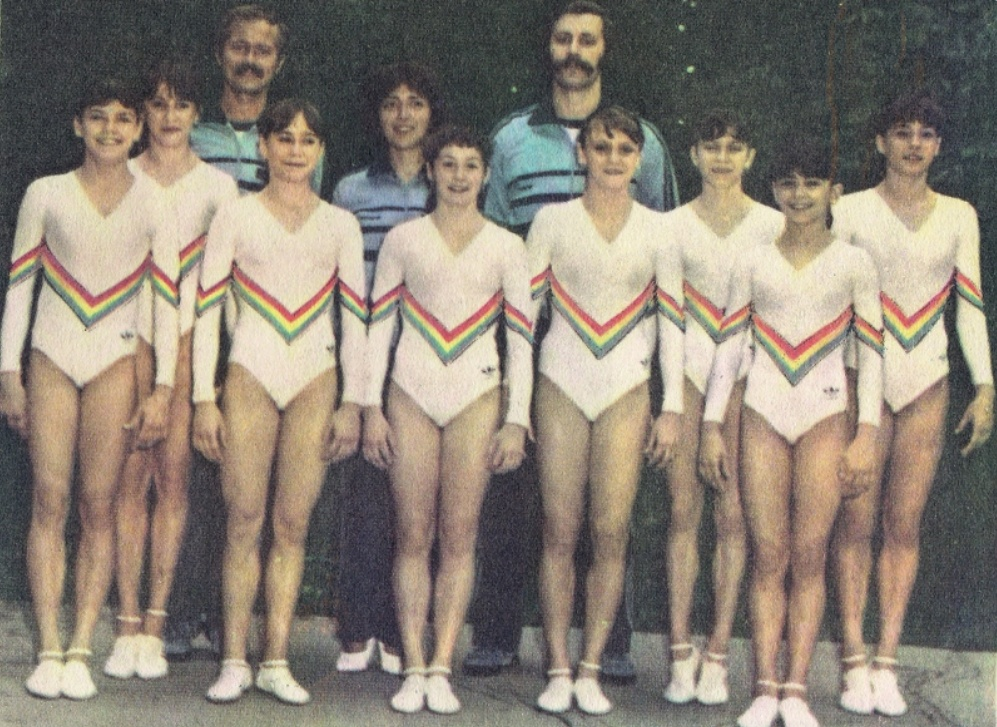
Reprezentacja Rumunii na igrzyskach olimpijskich (1984)

| Rok                   | Zawody                | Konkurencja           | Konkurencja           | Konkurencja           | Konkurencja           | Konkurencja           | Konkurencja           |
| Rok                   | Zawody                | VT                    | UB                    | BB                    | FX                    | AA                    | Team                  |
| Zawody międzynarodowe | Zawody międzynarodowe | Zawody międzynarodowe | Zawody międzynarodowe | Zawody międzynarodowe | Zawody międzynarodowe | Zawody międzynarodowe | Zawody międzynarodowe |
| --------------------- | --------------------- | --------------------- | --------------------- | --------------------- | --------------------- | --------------------- | --------------------- |
| 1983                  | Mistrzostwa Europy    |                       |                       | 3                     |                       | 12                    |                       |
| 1983                  | Mistrzostwa świata    |                       |                       |                       |                       | 15 QR                 | 2                     |
| 1984                  | Igrzyska olimpijskie  |                       | 4                     |                       |                       |                       | 1                     |